# 彼得·奥尔洛夫斯基
彼得·安东·奥尔洛夫斯基 （英語：Peter Anton Orlovsky，1933年7月8日—2010年5月30日）是一位美国诗人和演员。他是艾伦·金斯堡的长期伴侣。